# Ugaki
Pour les articles homonymes, voir Ugaki (homonymie).
Ugaki est une série de bande dessinée créée par Robert Gigi en 1972. Elle met en scène un rônin, un samouraï solitaire dans le Japon du XVIIe siècle.

## Intrigue
Au XVIIe siècle, pour venger la mort de son seigneur, un samouraï solitaire (un rōnin) parcourt le Japon de l'époque, à la recherche d'un maître pouvant le guider dans cette vengeance. Il rencontre des chrétiens révoltés et se bat à leurs côtés en 1638.

## Historique de la série
Après avoir dessiné en 1970 les aventures d'un autre samouraï, Robert Gigi entame en 1972 les aventures d'Ugaki. Elles sont d'abord publiées dans Eppo, aux Pays-Bas, mais seulement pour une vingtaine de pages.
Ces aventures sont reprises et prolongées en France dans Les Pieds Nickelés Magazine puis dans le Journal de Tintin. Après une interruption, la série reprend dans Pilote à partir de 1979, puis dans Charlie Mensuel.
Plusieurs albums sont publiés par Dargaud à partir de 1980.

## Jugements sur la série
Selon Henri Filippini, Robert Gigi réalise des « planches somptueuses et Ugaki est l'œuvre la plus aboutie de Robert Gigi ». Toujours selon Filippini, l'auteur fait œuvre d'historien en faisant découvrir les traditions anciennes du Japon de l'époque, ses costumes, ses décors. Il dessine d'un « trait aérien » pour restituer un « Japon insolite et fascinant ».

## Albums
- Le Serment du samouraï, Dargaud, octobre 1980, 46 planches  (ISBN 2-205-01697-0).
- L'Escrimeur fou, Dargaud, juin 1985, 46 planches  (ISBN 2-205-02746-8).
- Le Brigand Namban, 1989.